# Лімський канал
45°7′54″ пн. ш. 13°40′8″ сх. д. / 45.13167° пн. ш. 13.66889° сх. д.

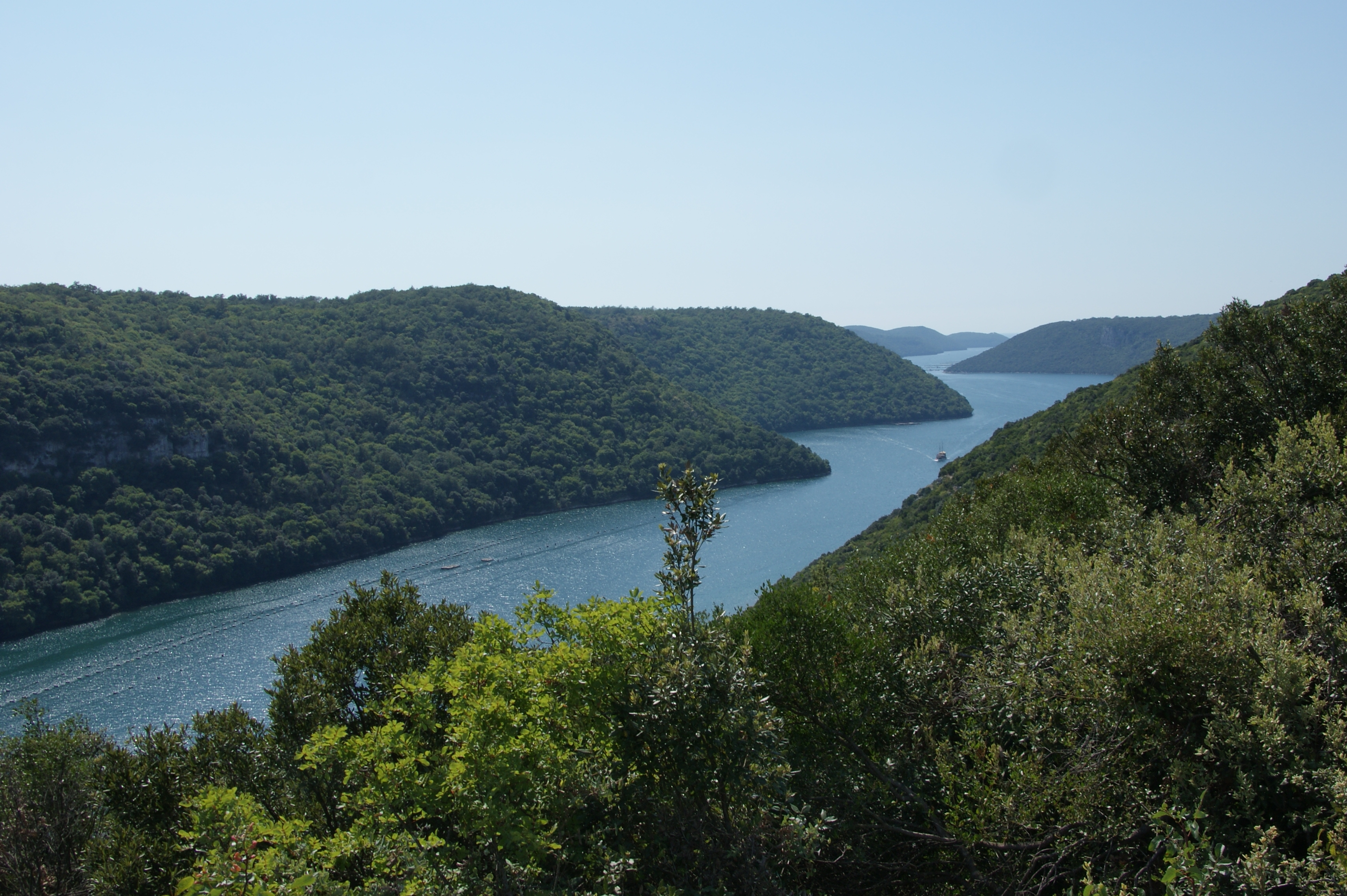
Лімський канал

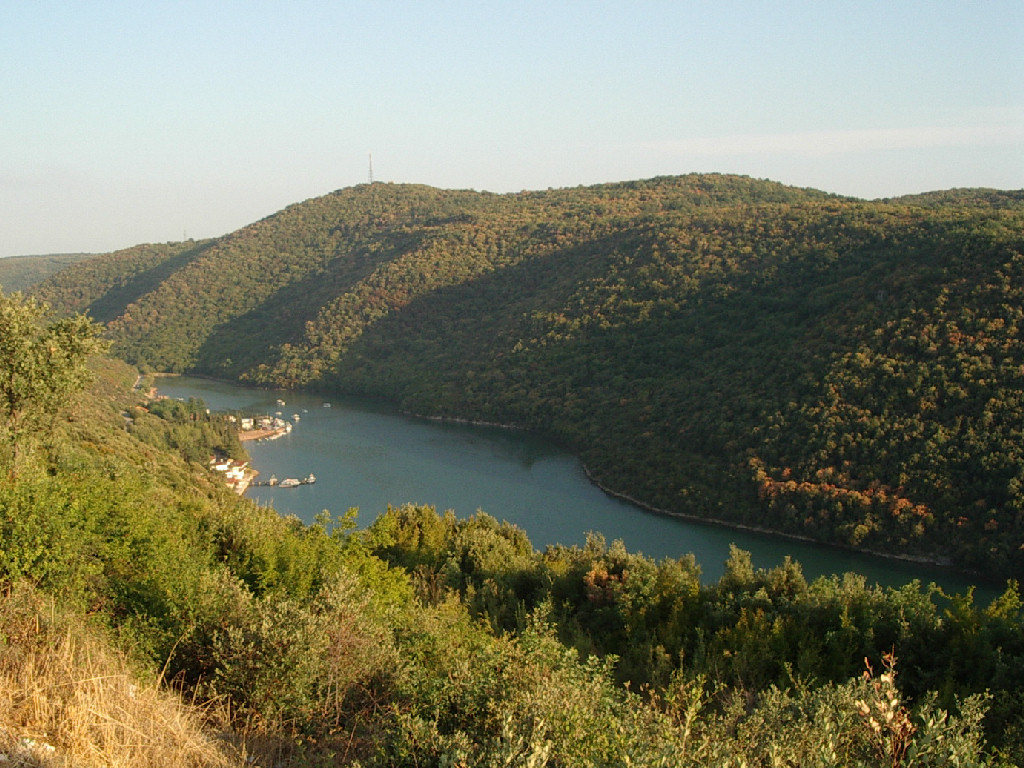
Лімський канал

Л́імський кана́л (або Лімський фіорд, від лат. lims — кордон) — гідро-морфологічний феномен, що утворився в льодовиковий період — затока, сильно вдається в сушу. Розташований на півострові Істрія в Хорватії, на південь від міста Пореч, поруч з містами Врсар та Ровінь.
Лімський фіорд є частиною Лімської ущелини (Драга), яка простягається від узбережжя майже до самого центру півострова Істрія. Загальна протяжність долини становить 35 км, каналу — понад 10 км. Глибина затоки — 30 м, ширина в найширшій частині — майже 600 м. По обох сторонах Лімської затоки піднімаються круті гори до 100 м заввишки.
На підставі рішення Up/I 34-1980, в 1980 році Лімський канал оголошений заповідною зоною, тому занурення, риболовля, а також пересування на бензиновій техніці на його території заборонені.

## Історія
Назву «Лімський» канал отримав від римлян — Лімська ущелина була природним кордоном двох провінцій Римської імперії — Далмації та Італії. Обидві назви («канал» і «фіорд») не зовсім вірні, тому що Лім був утворений не льодовиком і тим більше не руками людини. Лімський канал — результат розмиття гірських порід річкою Пазінчиця (хорв. Pazinčica), яка в наш час перетворилася на невеличкий струмок.
Але навколишня територія була населена і важлива навіть до Різдва Христового: іллірійці будували тут свої колонії, а на навколишніх горах зводили фортеці.
З південного боку затоки, на великій висоті, розташовується печера Ромуальда, в якій жив відлюдником святий Ромуальд (італ. Romualdo). У печері починаючи з XI століття проводилися церковні служби. Також вважається, що завдяки Ромуальду недалеко від Лімської затоки був закладений бенедиктинський монастир Св. Михаїла.
Ще однією визначною пам'яткою околиць Лімського каналу є карстова печера Баредіне, глибиною 66 метрів.
Лімський канал можна відвідати як з екскурсією на кораблі або автобусі, так і самостійно.

## Природа
Вода в затоці слабосолона через численні ключі прісної води, що розташовані на дні і в навколишніх горах. Це створює чудові умови для розведення рослин і вирощування тварин, а крім того в Лімському каналі створені ферми з вирощування устриць, мідій, морського карася та морського окуня. Ці делікатеси можна скуштувати прямо тут же, в ресторанах на березі затоки.
Навколишні гори покриті густим лісом, причому на північній частині затоки ростуть вічнозелені дерева, а на південній — листяні. Тваринний світ також різноманітний: кабани, лисиці, борсуки, рогаті олені; з птахів — яструби, грифи та сови.